# Tour des Fjords
Tour des Fjords (før kendt som Rogaland Grand Prix til 2012) er et landevejscykelløb, der arrangeres hvert år i Norge mellem Stavanger og Bergen.

## Vindere

### Rogaland Grand Prix
| År   | Vinder           | Toer               | Treer           |
| ---- | ---------------- | ------------------ | --------------- |
| 2008 | Michael Tronborg | Alexander Kristoff | Alex Rasmussen  |
| 2009 | Håvard Nybø      | Rikke Dijkxhoorn   | Svein Erik Vold |
| 2010 | Vitalij Popkov   | Nikola Aistrup     | Michael Hepburn |
| 2011 | Frederik Wilmann | Magnus Børresen    | Daniel Foder    |
| 2012 | Antonio Piedra   | Simon Clarke       | Sep Vanmarcke   |

### Tour des Fjords
| År   | Vinder               | Toer                 | Treer              |
| ---- | -------------------- | -------------------- | ------------------ |
| 2013 | Sergej Tjernetskij   | Lars Petter Nordhaug | Zico Waeytens      |
| 2014 | Alexander Kristoff   | Magnus Cort          | Jérôme Baugnies    |
| 2015 | Marco Haller         | Søren Kragh Andersen | Michael Olsson     |
| 2016 | Alexander Kristoff   | Michael Schär        | Nick van der Lijke |
| 2017 | Edvald Boasson Hagen | Dries Van Gestel     | Timo Roosen        |
| 2018 | Michael Albasini     | Bjorg Lambrecht      | Pim Ligthart       |